# Trefacio
Trefacio – gmina w Hiszpanii, w prowincji Zamora, w Kastylii i León, o powierzchni 25,48 km². W 2011 roku gmina liczyła 194 mieszkańców.